# Liceo Miguel Luis Amunátegui
El Liceo Miguel Luis Amunátegui, también conocido por su código como Liceo A-2, es uno de los primeros liceos tradicionales de la educación pública en Chile.  Creado en 1890, bajo el gobierno de José Manuel Balmaceda, el liceo responde a la política de ampliación de la educación que caracterizó su periodo. El propio presidente designó como primer rector del Liceo, al educador de origen puertorriqueño Eugenio María de Hostos. Está ubicado frente al Parque Portales en el barrio Yungay en la comuna de Santiago, originalmente para ampliar la educación de la juventud del sector, en esa época poblado por la aristocracia.

## Historia
Su primera ubicación fue entre la calle Portales y Huérfanos,
El Presidente José Manuel Balmaceda expresaba en 1886: “es necesario desarrollar la instrucción pública en todos los órdenes del saber”. Como Diego Portales y Manuel Montt, Balmaceda concentró sus mejores esfuerzos siguiendo la orientación de Santa María, en el estímulo de la enseñanza profesional, impulsando por la ilusión de suplir con ellas las deficiencias vocacionales y de aptitudes para el trabajo fabril.
La enseñanza secundaria también experimentaba por entonces notables avances. Se fundaron en Santiago los liceos Valentín Letelier y Miguel Luis Amunátegui. Fueron encargados gabinetes y laboratorios para dar carácter experimental a la enseñanza de las ciencias básicas y naturales. El objetivo específico de los liceos se concentró en servir de preparatoria a la universidad, bajo cuya jurisdicción se mantuvieron hasta 1927.
El Liceo Amunátegui se fundó el 21 de febrero de 1890 bajo un decreto que decía: ”Créase para la ciudad de Santiago un liceo de instrucción secundaria que funcionará en el barrio Yungay”.

## Hechos recientes
Durante la movilización estudiantil en Chile de 2011 el colegio tuvo una participación emblemática durante las jornadas. Los estudiantes lograron mantener un paro y una toma del liceo por los meses que duró la movilización. Sin embargo uno de los problemas que se generaron fueron los reclamos por los destrozos del liceo durante la toma, sin embargo un grupo de estudiantes del propio liceo tomó conciencia y realizó trabajos voluntarios para reparar los daños.